# C'est la vie...
C’est la vie... è un album in studio della cantante italiana Giovanna, pubblicato il 21 gennaio 2024 su etichetta Kicco.

## Tracce
1. Brindiamo a questa vita
2. In quella notte che tu sai
3. Un baffo diabolico
4. Che cosa si nasconde dietro
5. Mamma
6. Milano
7. Pandora (feat. Ilde Mancuso)
8. Confusione (feat. Giovanni Amodeo)
9. Lei chi è (feat. Enrico Dalceri)
10. Canzone del pescatore (feat. Anna Spagniuolo)
11. Caruso (feat. Francesca Patanè)
12. Solo per te (feat. Giovanni Amodeo)
13. Canto antico
14. Amuri furastero
15. Dentro le nuvole
16. Il pompompero
17. Mano a mano
18. Carolina al mattino
19. Mal d'amore
20. Estate